# La Marque noire
La Marque noire (The Curse of the Black Spot) est le troisième épisode de la sixième saison de la deuxième série de la série télévisée britannique de science-fiction Doctor Who, diffusé sur BBC One le 7 mai 2011.  Cet épisode voit le TARDIS échoué à bord d'un bateau pirate du XVIIe siècle dont l'équipage est attaqué par une créature marine qui en attire les membres par ses chants avant de les faire disparaître.

## Synopsis
En réponse à un appel de détresse, le Docteur pose le TARDIS à bord d'un bateau pirate du XVIIe siècle encalminé au milieu de l'océan. Son commandant, le capitaine Henry Avery, et ce qu'il reste de son équipage redoutent une créature semblable à une sirène qui marque ceux qui portent la moindre blessure d'une tache noire dans la paume de leur main, puis se matérialise et apparemment les désintègre. Dans une rixe avec l'équipage, Rory est coupé à la main, et reçoit également la même tache noire. Le Docteur ordonne à tout le monde de se cacher sous le pont du navire, constatant que la sirène n'apparaît qu'à la surface de l'eau ; mais la sirène apparaît à travers l'eau qui s'est infiltrée dans la cale et prend un autre membre d'équipage. Tout le monde se réfugie dans la poudrière ; là, ils découvrent le fils du Capitaine Avery, Toby, qui a embarqué clandestinement, ignorant les activités criminelles de son père. Bien que n'étant pas blessé, Toby souffre d'une fièvre, et porte lui aussi la même tache noire dans sa paume.
Le Docteur et le Capitaine Avery, après s'être disputés pour déterminer qui commande, quittent le groupe pour essayer d'aller chercher le TARDIS. Ils parviennent à son bord, mais le Docteur s'aperçoit que le TARDIS se comporte de manière erratique, et ils sont obligés de l'évacuer avant qu'il ne se dématérialise vers une destination inconnue. Tandis qu'ils rejoignent les autres, le Docteur comprend que la sirène utilise les reflets pour leur apparaître, par exemple celui créé par l'eau ; et décide de détruire toutes les surfaces réfléchissantes à bord du navire.
Une tempête se lève, et le Capitaine Avery utilise l'aide d'Amy, de Rory et du Docteur pour hisser les voiles afin de partir. Dans le chaos, Toby, en essayant d'apporter à son père son manteau, en laisse tomber une couronne d'or poli. La sirène en émerge et semble désintégrer Toby. Peu après, Rory tombe à la mer, et le Docteur fait le raisonnement que la sirène fait preuve d'intelligence et ira vraisemblablement chercher Rory avant qu'il ne se noie. Le Docteur parvient à convaincre Amy et le capitaine Avery de se blesser eux-mêmes pour permettre à la sirène de les emmener aussi afin qu'ils puissent découvrir son secret.
Ils se retrouvent projetés à bord d'un vaisseau extra-terrestre, dont l'équipage est mort depuis longtemps, exposé à un virus terrestre. Le Docteur estime que le vaisseau spatial, la source du signal de détresse, est prisonnier aux mêmes coordonnées spatio-temporelles que le navire du Capitaine Avery. La Sirène utilise des portails faits de miroirs pour voyager entre les deux vaisseaux afin d'emmener les hommes en danger. En explorant davantage, ils trouvent une salle où Rory, Toby et tous les hommes d'Avery, sont sous supervision médicale. Ils y ont été amenés, de même que le TARDIS, par la sirène. Le Docteur comprend que la sirène est un logiciel médical, qui cherche à soigner les membres d'équipage blessés ; la tache noire était en fait un échantillon de tissu humain pris en référence. Le Docteur et Amy parviennent à convaincre la sirène de leur transmettre la responsabilité de Rory, tandis qu'Avery décide de rester avec son fils et son équipage à bord du vaisseau, puisqu'il ne peut rentrer en Angleterre et que le vaisseau prendra soin de son équipage. Rory retiré du support médical fait une attaque, mais Amy et le Docteur parviennent à le réanimer. Avery, Toby et les pirates s'envolent avec le vaisseau de la sirène pour explorer les étoiles. Pendant ce temps, le Docteur continue d'essayer de déterminer si Amy est enceinte ou non.

## Continuité
- On retrouve la femme à l'œil masqué aperçue pour la première fois dans L'Impossible Astronaute, deuxième partie à la 25e minute.
- Amy et Rory se demandent s'ils doivent avertir le Docteur de sa mort qui aura lieu, dont ils ont eu connaissance dans l'épisode L'Impossible Astronaute, première partie.
- Comme dans L'Impossible Astronaute, deuxième partie, le Docteur cherche à savoir si Amy est enceinte.

## Production

### Distribution
- Matt Smith : Le Onzième Docteur
- Karen Gillan : Amy Pond
- Arthur Darvill : Rory Williams
- Hugh Bonneville : Capitaine Avery
- Lily Cole : la sirène
- Oscar Lloyd : Toby Avery
- Lee Ross : le maître d'équipage
- Michael Begley : Mulligan
- Tony Lucken : De Florres
- Chris Jarman : Dancer
- Carl McCrystal : McGrath

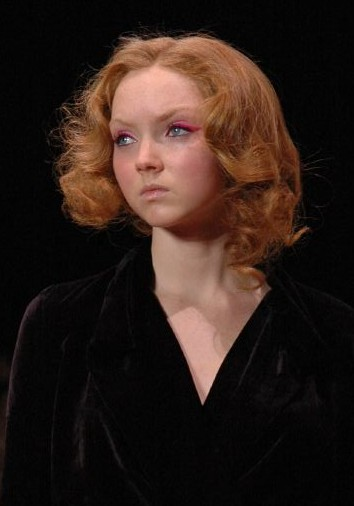
Lily Cole fut choisie pour le rôle de la sirène dans cet épisode.

- Frances Barber : la femme à l'œil masqué (non créditée)

En janvier 2011, il a été annoncé que l'acteur Anglais Hugh Bonneville (Downton Abbey) ferait une apparition en tant que vedette invitée dans le rôle d'un « capitaine pirate » dans un épisode de la sixième saison de Doctor Who. Matt Smith et Karen Gillan ont trouvé que jouer avec cet acteur était « très amusant ». Il avait joué auparavant les rôles de Sir Sidney Herbert et du Tsar Nicolas Ier dans la production audio des aventures du septième Docteur The Angel of Scutari,.
Plus tard en février 2011, il fut annoncé que l'actrice et mannequin Lily Cole a été choisie pour le rôle d'une créature des mers. Les producteurs cherchaient une actrice qui soit « belle », « saisissante », et pourtant « qui fasse froid dans le dos ». Cole était une des premières envisagées pour le rôle, et accepta le rôle dès qu'elle fut contactée.

### Tournage
Le vaisseau de pirate sur lequel ont été tournés pendant quatre jours les extérieurs de cet épisode est amarré à Charlestown, tout près de St Austell, en Cornouailles. Le tournage avait lieu de 16 h 30 à 4 h 30 du matin sous les yeux d'une foule nombreuse venue assister au tournage depuis le quai.